# دور اليهود والقوى الدولية في خلع السلطان عبد الحميد الثاني (كتاب)
«دور اليهود والقوى الدُوليَّة في خلع السُلطان عبد الحميد الثاني (1908 - 1909)» هو كتابٌ لِلمُؤرِّخ اللُبناني حسَّان حلَّاق. صدرت طبعته الأولى عن الدار الجامعيَّة للطباعة والنشر في بيروت سنة 1982م. وهو بحثٌ مُوسِّع عن موقف السُلطان عبد الحميد الثاني ودوره في التصدِّي للهجرة اليهوديَّة إلى فلسطين، الذي ذُكر مُختصرًا في كتابٍ أسبق للمُؤلِّف، هو «موقف الدولة العُثمانيَّة من الحركة الصهيونيَّة».
تناول حلَّاق في مُؤلَّفه هذا موضوع الهجرات اليهوديَّة الأولى إلى فلسطين، بدعمٍ ورعايةٍ من المُنظمة الصهيونيَّة العالميَّة، ودور السُلطان عبد الحميد الثاني في التصدِّي لهذه الهجرات ومُحاولته الحيلولة دون إقامة مُستعمراتٍ يهوديَّة في هذا القسم من الدولة العُثمانيَّة، ورفضه جميع عُرُوض زُعماء المُنظَّمة المذكورة، وعلى رأسهم حاييم غوديلا وتيودور هرتزل ولورنس أوليفانت، إلَّا إن تخلَّى اليهود المُهاجرين عن جنسيَّاتهم الأوروبيَّة واتخذوا الجنسيَّة العُثمانيَّة، وتقبَّلوا تطبيق القوانين المعمول بها في الدولة عليهم، بصفتهم من رعاياها.
يروي المُؤلِّف كيف أنَّ الهجرة اليهوديَّة إلى فلسطين استمرَّت رُغم جُهُود السُلطان عبد الحميد، بسبب الفساد الإداري المُنتشر في الأجهزة الإداريَّة العُثمانيَّة. فإنَّ الإدارة العُثمانيَّة المحليَّة في فلسطين كانت تتحايل على القانون وقرارات السُلطان وتتعاون مع القناصل الأجانب الذين كانوا يرشون المُوظفين الحُكُوميين، إضافةً إلى المُهاجرين اليهود لِتسهيل دُخُولهم إلى فلسطين دون تسجيل أسمائهم على اللائحة المُخصَّصة لِزُوَّار الأماكن المُقدَّسة. فكان من نتيجة ذلك أن تشدَّد السُلطان العُثماني في إجراءاته أكثر من السابق، وأصدر سلسلةً من القوانين التي تُقيِّد من حُريَّة اليهود المُهاجرين وتضبط حركتهم ونشاطاتهم، بالتعاون مع بعض الساسة المُخلصين من شاكلة مُتصرِّف بيت المقدس شريف مُحمَّد رؤوف باشا، والمُتنوِّرين العرب من أهالي تلك البلاد. وقد دفع هذا الأمر تيودور هرتزل إلى السفر لإستانبول مُحاولًا الاجتماع بالسُلطان عبد الحميد لإقناعه بالسماح لِلصهاينة بإقامة مُستعمراتٍ لهم في فلسطين، لقاء مُساعداتٍ ماليَّةٍ مُغرية، لكنَّ السُلطان ظلَّ على تصلُّبه وتشدُّده ورفض رفضًا قاطعًا جميع العُرُوض الصهيونيَّة.